# Montpeyroux (Dordoña)
 Montpeyroux  (en occitano Mont Peirós) es una población y comuna francesa, situada en la región de Aquitania, departamento de Dordoña, en el distrito de Bergerac y cantón de Villefranche-de-Lonchat.

## Demografía
| 514 | 452 | 359 | 318 | 338 | 360 |
| Para los censos de 1962 a 1999 la población legal corresponde a la población sin duplicidades (Fuente: INSEE [Consultar]) |     |     |     |     |     |